# Anette Bøe
Anette Bøe (Larvik, 5 novembre 1957) è un'ex fondista e hockeista su ghiaccio norvegese.

## Biografia

### Carriera sciistica
In Coppa del Mondo ottenne il primo risultato di rilievo il 15 gennaio 1982 nella 5 km di La Bresse (4ª) e la prima vittoria, nonché primo podio, il 6 marzo successivo nella 10 km di Lahti.
Il suo primo acuto internazionale fu in occasione dei XIII Giochi olimpici invernali di Lake Placid 1980, con il bronzo nella staffetta 4x5 km. Due anni più tardi conquistò la medaglia d'oro ai Campionati mondiali di Oslo 1982, sempre in staffetta.
Il suo migliore anno fu il 1985, quando vinse l'oro ai Mondiali di Seefeld in Tirol nella 5 km e nella 10 km, oltre all'argento nella 20 km. Lo stesso anno vinse anche la Coppa del Mondo; nel 1987 conquistò l'ultima medaglia iridata, un argento, a Oberstdorf 1987 sempre nella staffetta.
Lasciò il circuito di Coppa del Mondo nel 1988.

### Carriera hockeistica
Ha vinto due volte il Campionato norvegese.

## Palmarès

### Sci di fondo

#### Olimpiadi
- 1 medaglia, valida anche ai fini iridati:
  - 1 bronzo (staffetta a Lake Placid 1980)

#### Mondiali
- 6 medaglie, oltre a quella conquistata in sede olimpica e valida anche ai fini iridati:
  - 3 ori (staffetta a Oslo 1982; 5 km[1], 10 km[1] a Seefeld in Tirol 1985)
  - 2 argenti (staffetta[1] a Seefeld in Tirol 1985; staffetta[1] a Oberstdorf 1987)
  - 1 bronzo (20 km[1] a Seefeld in Tirol 1985)

#### Coppa del Mondo
- Vincitrice della Coppa del Mondo nel 1985
- 9 podi (individuali[2]), oltre a quelli conquistati in sede iridata e validi ai fini della Coppa del Mondo:
  - 7 vittorie
  - 1 secondo posto
  - 1 terzo posto

##### Coppa del Mondo - vittorie
| Data             | Luogo                | Paese          | Disciplina |
| ---------------- | -------------------- | -------------- | ---------- |
| 6 marzo 1982     | Lahti                | Finlandia      | 10 km      |
| 8 marzo 1984     | Oslo                 | Norvegia       | 20 km      |
| 14 febbraio 1985 | Klingenthal          | Germania Est   | 10 km      |
| 18 febbraio 1985 | Nové Město na Moravě | Cecoslovacchia | 5 km       |
| 9 marzo 1985     | Falun                | Svezia         | 10 km      |
| 16 marzo 1985    | Oslo                 | Norvegia       | 20 km      |
| 7 marzo 1987     | Falun                | Svezia         | 30 km TL   |

Legenda:

TC = tecnica classica

TL = tecnica libera

### Hockey su ghiaccio

#### Campionato norvegese
- 2 vittorie[senza fonte]

## Riconoscimenti
Nel 1985 venne premiata con la prestigiosa Medaglia Holmenkollen, assegnata ai migliori campioni dello sci nordico. Sportiva polivalente e versatile, nel 2000 ha ricevuto l'Egebergs Ærespris, uno dei massimi premi sportivi norvegesi, per i risultati ottenuti, oltre che nello sci di fondo, nel triathlon, nella mountain bike e nell'hockey su ghiaccio.